# Omer (Bibel)
Omer (hebräisch עֹֹ֫מֶר ‘ōmær) ist die biblische Bezeichnung für die Garben bei der ersten Ernte im Frühling.
- Omeropfer: Da diese Garben auch als Opfer in den Jerusalemer Tempel gebracht wurden (Levitikus 23,9–11 EU), wird dieses Opfer ebenso als Omer bezeichnet.
- Omermaß: Hohlmaß für die Menge Gerste, welche geopfert werden soll.[1] Die Aversseite der von 1980 bis 1985 im Umlauf befindlichen 1-Schekel-Münze des „alten“ Schekels zeigte eine von Gabi Neumann gestochene Abbildung eines Omer-Gefäßes.[2]
- Omer zählen: Darüber hinaus wird der siebenwöchige[3] Zeitraum zwischen Pessach und Schawuot,[4] während dessen dieses Opfer dargebracht wurde, auch als Omer bezeichnet (Levitikus 23,15–16 EU). Heute gibt es im Judentum keinen Tempel mehr, dennoch werden die 49 Tage zwischen Pessach und Schawuot immer noch gezählt. Diesem Zeitraum entsprechen die sieben Wochen zwischen Ostern und Pfingsten.
- Omerbuch: Buch mit darin eingetragenen bestimmten Sprüchen für die Tage des Omer-Zählens, die an diesen Tagen gebetet werden sollen.